# لیپوآمید
لیپوآمید (به انگلیسی: Lipoamide) یک ترکیب شیمیایی با شناسه پاب‌کم ۶۹۹۲۰۹۳ است. که جرم مولی آن ۲۰۵٫۳۴۳ g/mol می‌باشد.